# Магомедов Магарам Ісрапілович
Магарам Ісрапілович Магомедов (нар. 20 травня 1966,Хурі) – таджицький шахіст, представник Росії від 2000 року, гросмейстер від 1998 року.

## Шахова кар'єра
Після розпаду СРСР до моменту зміни громадянства належав до когорти провідних шахістів Таджикистану. У 1994 - 1998 роках тричі виступив на шахових олімпіадах, а в 1993 році – на командному чемпіонаті Азії (у всіх випадках на 1-й шахівниці). 1998 року став першим в історії таджицьким шахістом, якому ФІДЕ присудила звання гросмейстера.
Досягнув низки успіхів, зокрема: посів 1-ше місце в Челябінську (1990, турнір Б) і поділив 3-тє місце в Кургані (1993, позаду Олександра Вауліна і Сергія Рублевського, разом з Нухимом Рашковським).
Найвищий рейтинг в кар'єрі мав станом на 1 липня 2000 року, досягнувши 2608 очок займав тоді 80-те місце в світовому рейтинг-листі ФІДЕ, одночасно займаючи 18-те місце серед російських шахістів.
З кінця 90-х років у турнірах під егідою ФІДЕ бере участь дуже рідко.

## Зміни рейтингу
| На цьому місці має відображатися графік чи діаграма, однак з технічних причин його відображення наразі вимкнено. Будь ласка, не видаляйте код, який викликає це повідомлення. Розробники вже працюють для того, щоби відновити штатне функціонування цього графіка або діаграми. | |
| | На цьому місці має відображатися графік чи діаграма, однак з технічних причин його відображення наразі вимкнено. Будь ласка, не видаляйте код, який викликає це повідомлення. Розробники вже працюють для того, щоби відновити штатне функціонування цього графіка або діаграми. |